# Abuna Petros

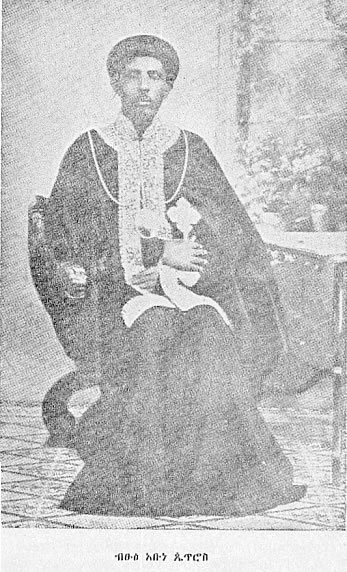
Abuna Petros

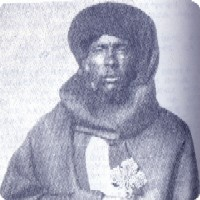
San Abuna Petros fotografia prima del 29 Luglio 1936.

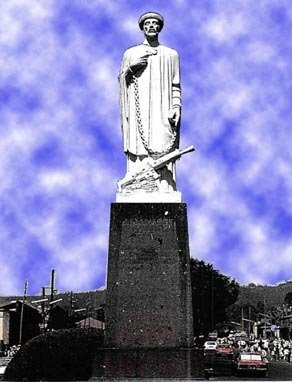
Statua di San Abuna Petros ad Addis Abeba, in Etiopia.

Abuna Petros (Fiche, 1892 – Addis Abeba, 29 luglio 1936) è stato un vescovo cristiano orientale etiope, giustiziato da parte delle forze di occupazione italiane in Etiopia per aver pubblicamente condannato il colonialismo, l'invasione e il massacro; è considerato un eroe popolare in Etiopia.

## Gioventù
Abuna Petros nacque a Fitche, a nord di Addis Abeba con il nome di Hailemariam, crescendo in una famiglia di contadini. All'età di 24 anni decise di seguire gli studi religiosi e divenne monaco. In seguito insegnò nei monasteri di Fitche. Nel 1918 venne nominato dalla Chiesa ortodossa etiope come predicatore e sacerdote della chiesa del monastero di Debre Menkrat situato a Welayta. Nel 1924 venne nominato professore presso la chiesa del monastero di Maria su un'isola nel lago Zeway nel sud dell'Etiopia. I suoi sermoni erano conosciuti e apprezzati dalla popolazione locale. Egli trascorse molto tempo nei monasteri intorno alla città di Dessiè nella regione di Wereilu. Egli era anche noto per il suo insegnamento e la predicazione al popolo di tutta la regione a cercare il regno di Dio. Uno della sua predicazione era Colossesi 3:12 "Perciò, come eletti di Dio, santi e amati, di sentimenti di misericordia, di bontà, di umiltà, di mansuetudine e pazienza.". I suoi sermoni e prediche erano molto popolari e incisivi tra la gente della zona e il Monastero. Nel 1928 nel Monastero di San Marco ad Alessandria venne nominato come uno dei quattro vescovi per l'Etiopia con il nome di Abuna Petros, poi gli venne assegnato come vescovo la parte centrale e orientale dell'Etiopia dove continuò a predicare il Vangelo. Abuna Petros un vescovo pio digiunò e pregò molto. Egli venne giustiziato il 29 luglio 1936 da parte delle forze militari italiane durante l'occupazione dell'Etiopia da parte dell'Italia fascista.

## Resistenza all'occupazione italiana
Nel 1935, le truppe italiane invasero l'Etiopia. Abuna Petros andò con l'imperatore Haile Selassie I nel fronte di guerra del nord dove assistette i feriti a causa della violenza usata dai fascisti in particolare contro i civili. Dopo la vittoria italiana nella Battaglia di Mai Ceu i patrioti etiopi ripiegarono a sud e Abuna Petros andò al monastero di Debre Libanos. Egli aveva l'abitudine di mettere in discussione la guerra in corso, come l'Italia un paese cristiano avrebbe occupato in maniera così brutale un altro paese pacifico cristiano, l'Etiopia? Mentre alcuni sacerdoti di Addis Abeba accettarono la presenza dei fascisti, Abuna Petros denunciò le uccisioni degli etiopi da parte dei soldati italiani. Consapevole della sua popolarità, gli italiani con l'aiuto dei sacerdoti gli inviarono delle lettere offrendogli una vita tranquilla in una sontuosa residenza nella capitale ma Abuna Petros si affrettò a rifiutare.
Vescovo di Dessiè al termine della guerra d'Etiopia decise di sostenere la nascente resistenza etiopica e rifiutò di sottomettersi alle autorità italiane; si unì quindi agli arbegnuoc di Aberra Cassa, uno dei figli di ras Cassa che dirigeva la guerriglia nello Scioa. Egli condannò pubblicamente il colonialismo, l'invasione e l'occupazione..
All'inizio del mese di luglio 1936 l'abuna Petros prese parte alla riunione dei capi della guerriglia svoltasi a Debre Libanos, durante la quale furono studiati i piani dettagliati per un attacco ad Addis Abeba. L'attacco venne sferrato il 28 luglio ma, nonostante alcuni successi iniziali, non ebbe successo; le colonne abissine non coordinarono la loro azione e la guarnigione italiane ebbe la meglio; l'abuna Petros si espose in prima linea e incitò i combattenti arbegnuoc prendendo parte ai combattimenti insieme ai cadetti dell'accademia militare di Oletta.
Egli decise infine di recarsi da ras Hailu Tekle Haymanot per invitarlo ad aderire alla rivolta, ma il potente dignitaro etiope aveva deciso di collaborare con gli italiani e fece arrestare l'abuna Petros che venne consegnato al nemico. Il maresciallo Rodolfo Graziani, viceré dell'Africa Orientale Italiana, diede ordine di giudicare immediatamente il vescovo che venne condannato a morte e fucilato alle ore 16.30 del 29 luglio 1936. Il cadavere venne sepolto in una località segreta.

## Martire
Abuna Petros predicò sia agli etiopi e ai soldati italiani le parole di Dio di pace, amore e libertà gli occupanti italiani si convinsero del fatto che essi dovevono avere un pacifico accordo piuttosto che la violenza con l'Abuna. Nel luglio del 1936 egli predicò in pubblico contro la criminalità, l'invasione e il massacro commessi dalle forze italiane poi ai soldati italiani gli venne dato l'ordine di arrestare Abuna Petros. Prima del processo gli italiani gli fecero una offerta finale: se egli cessa di denunciare l'invasione italiana e se lui accetta di condannare pubblicamente gli patrioti etiopi verrà rilasciato. Lui rifiutò e disse:
"Le lacrime dei miei connazionali causati dal vostro gas e le vostre macchine non permetterà mai la mia coscienza di accettare un ultimatum. Come potevo stare davanti a Dio se non condanno un crimine di tale portata?».
Dopo un processo rapido Abuna Petros fu condannato a morte. La notizia si diffuse rapidamente in città e la popolazione si riuni ad Addis Abeba per salutarlo un'ultima volta. l fascisti temendo una ribellione un tentativo per liberare il vescovo decise di non perdere tempo per la data della sua esecuzione. Il 29 luglio 1936, venne portato in una piazza pubblica vicino alla cattedrale di San Giorgio dove una grande folla si radunò. Durante il suo ultimo discorso disse:
"I miei concittadini, non credete ai fascisti che dicono che i Patrioti sono banditi, i Patrioti sono persone che si battono per liberare noi dal terrore del fascismo. l banditi sono i soldati che sono di fronte a me che sono venuti da lontano per terrorizzare violentemente e occupare un paese debole e pacifico: la nostra Etiopia".
"Dio dà al popolo dell'Etiopia la forza di resistere e mai inchinarsi alla esercito fascista e la sua violenza, la terra etiope non potrà mai accettare gli ordini dell'esercito invasore.. Terra di Etiopia, ti condanno se si accetta una tale invasione ".
Poco dopo, Abuna Petros venne fatto sedere su una sedia e fucilato da molti soldati italiani. Egli poi divenne un martire nazionale in Etiopia a seguito di questo, molti etiopi si unirono ai patrioti e continuarono la guerra contro i soldati italiani per la libertà che si ebbe il 5 maggio 1941.

## Un eroe nazionale
Oggi Abuna Petros rimane una figura popolare nella storia etiope. Una statua commemorativa fu eretta nel 1946 ad Addis Abeba, nei pressi della cattedrale di San Giorgio in piazza Menelik II. Essa è stata temporaneamente rimossa nel 2013 per consentire la costruzione di una stazione della metropolitana leggera nella capitale, poi ricollocata..
L'autore Tsegaye Gabre-Medhin ha scritto un'opera sui suoi ultimi giorni.